# Especially for You (singolo)
Especially for You è una canzone del 1988 interpretata in duetto da Kylie Minogue e Jason Donovan, si tratta del quinto singolo internazionale per la cantautrice australiana, non contenuto nell'album Kylie dello stesso anno, ma lanciato nel periodo di Natale, in quanto la Minogue e Donovan erano attori nella soap opera australiana: Neighbours (inedita in Italia)  e dovevano interpretarlo nell'episodio dove si sarebbe celebrato il matrimonio tra Charlene e Scott, (i rispettivi personaggi interpretati dai due) puntata clou che ebbe grande audience nelle varie nazioni dove l'evento veniva trasmesso (ben 20.000.000 di telespettatori soltanto nel Regno Unito). Infatti la canzone scalò le classifiche di vendita praticamente in tutto il mondo rimanendo quasi sconosciuta in Italia dove la soap non veniva trasmessa.
Il brano fu poi incluso nell'album d'esordio di Donovan del maggio 1989 Ten Good Reasons e, nell'ottobre dello stesso anno in Enjoy Yourself, secondo album in carriera di Kylie.
Especially for You è stato il singolo più venduto dell'artista australiana fino all'uscita di "Can't Get You out of My Head" (Fever) del 2001.

## Classifiche delle vendite
| Classifica (1989) | Massimo piazzamento |
| ----------------- | ------------------- |
| Germania          | 9                   |
| Australia         | 2                   |
| Austria           | 12                  |
| Belgio            | 1                   |
| Danimarca         | 5                   |
| Slovenia          | 1                   |
| Finlandia         | 4                   |
| Francia           | 3                   |
| Grecia            | 1                   |
| Hong Kong         | 1                   |
| Irlanda           | 1                   |
| Israele           | 1                   |
| Líbano            | 1                   |
| Norvegia          | 10                  |
| Nuova Zelanda     | 2                   |
| Olanda            | 6                   |
| Regno Unito       | 1                   |
| Sudafrica         | 3                   |
| Svezia            | 12                  |
| Svizzera          | 2                   |